# Gignese
Gignese ist eine italienische Gemeinde (comune) mit 1063 Einwohnern (Stand 31. Dezember 2023) in der Provinz Verbano-Cusio-Ossola (VB) in der Region Piemont.

## Lage und Einwohner
Gignese liegt 25 Straßenkilometer südwestlich von der Provinzhauptstadt Verbania auf einer Höhe von 707 m ü. M. Das Gemeindegebiet umfasst eine Fläche von 14 km² und hat 1063 Einwohner (Stand 31. Dezember 2023). Die Gemeinde besteht aus den Ortsteilen Alpino, Nocco und Vezzo. Gignese liegt zwischen dem Ortasee und dem Lago Maggiore, in der Nähe des Monte Mottarone. Auf dem Mottarone in einer Höhe von 1491 m s.l.m. hat man eine gute Fernsicht.
Die Nachbargemeinden sind Armeno, Brovello-Carpugnino, Omegna und Stresa.

## Geschichte

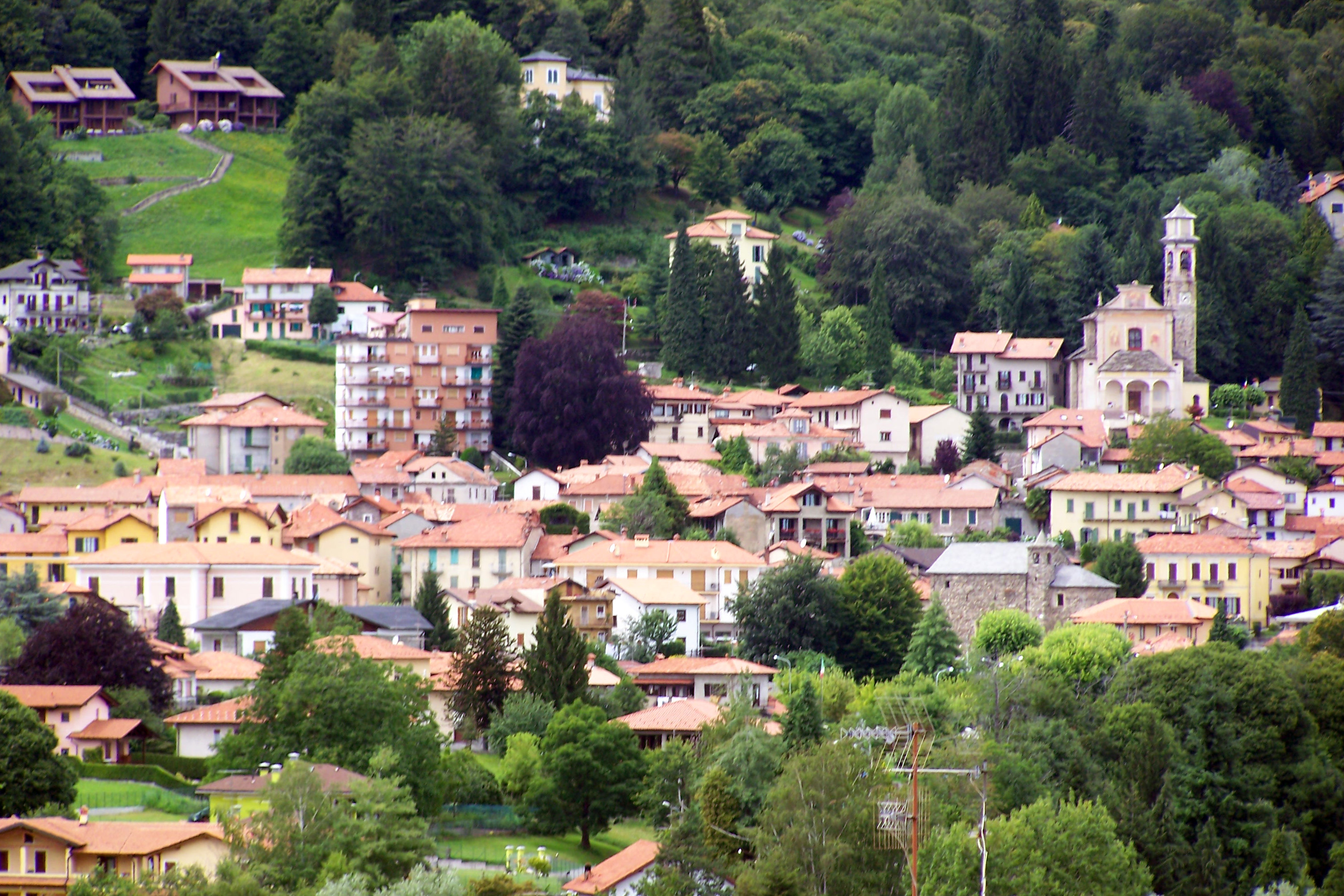
Gignese

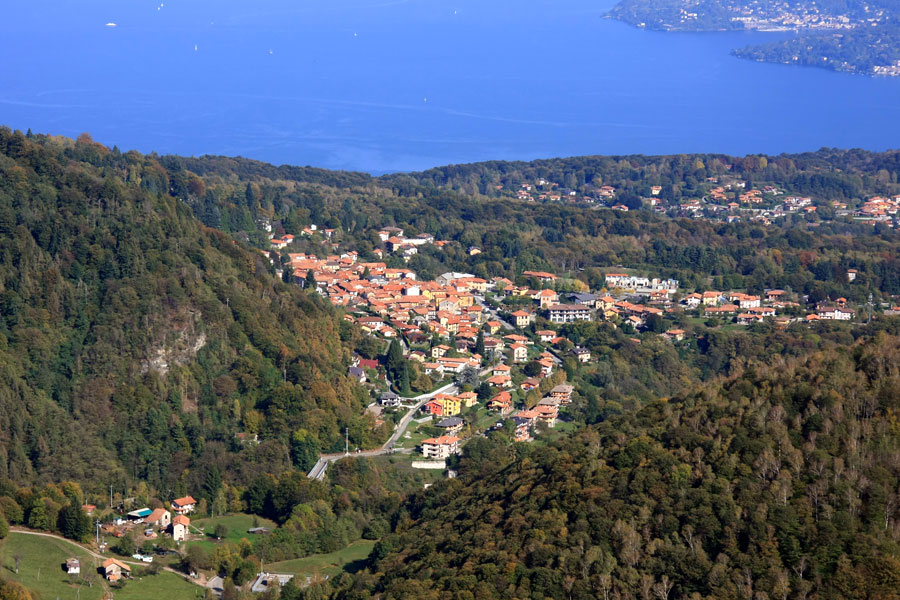
Gignese und Umgebungen

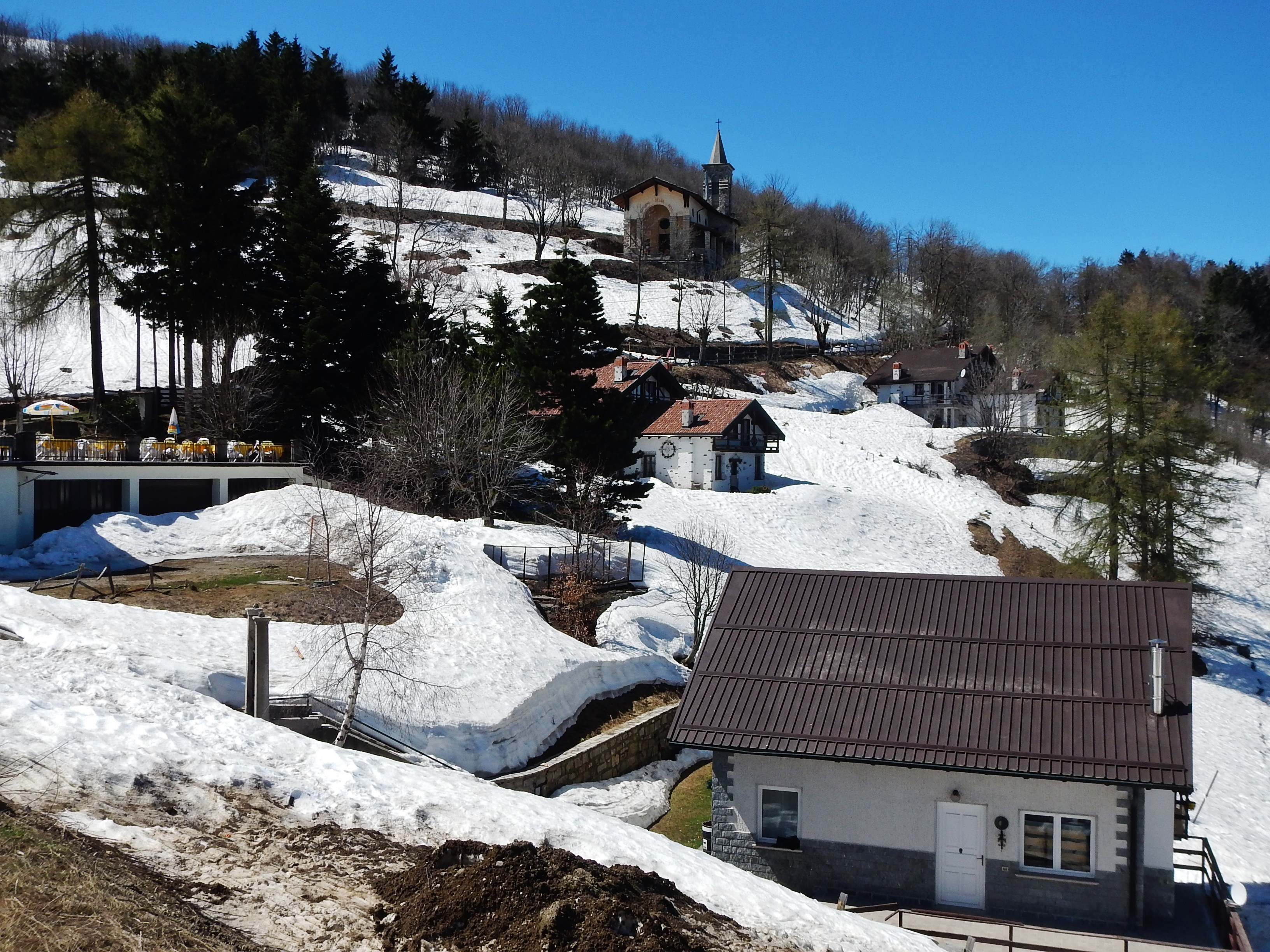
Mottarone

Das Dorf Gignese (ursprünglich Zinexium) wurde erstmals im Jahr 1269 in einem Dokument erwähnt in dem Braga de Zinexio eine Gebühr an das Kloster von Arona zahlte. Die Gemeinde unterworfen dem Erzbistum Mailand ging im 14. Jahrhundert an die Familie Visconti von Mailand über, die 1441 Gignese an die Familie Borromeo bis zur Abschaffung der Lehen 1797 weitergaben.

## Sport
Auf einer grünen Naturterrasse zwischen Gignese und Vezzo befindet sich der 9-Loch-Alpin-Golfclub von Stresa. Begonnen 1924, fand im September 1925 das erste Italian Open mit 3 Teilnehmern statt, gewonnen von Francesco Pasquali, gefolgt von 1926 und 1927 von zwei weiteren Ausgaben mit 16 und dann 30 Teilnehmern. Unmittelbar nach dem Krieg gab es mehrere Demonstrationen, die auf den Fairways im Ortschaft Alpino stattfanden; auf nationaler Ebene wurde im August 1945 das viereckige Turnier Italien-Großbritannien-Südafrika-USA gespielt, das der Italiener gegen Südafrika gewann. Im September 1946 wurde das National Championship Doppel gemischt. Im Juli 1948 fand die High Italy Team Championship statt.

## Sehenswürdigkeiten
- Pfarrkirche San Maurizio wurde in der ersten Hälfte des 18. Jahrhunderts wieder aufgebaut. Es bewahrt eine Deposition des Malers Fermo Stella da Caravaggio aus dem Jahr 1562.
- Museo dell’Ombrello e del Parasole (Regen- und Sonnenschirmmuseum) wurde von Igino Ambrosini 1939 in Gignese gegründet. 1976 wurde ein neues Museum gebaut. Auf zwei Etagen, im Erdgeschoss, befindet sich eine Sammlung von etwa dreihundert Funden (von mehr als 1500 katalogisiert), die das Ergebnis einer Handwerkskunst sind, die seit Anfang des 19. Jahrhunderts von den saisonalen Emigranten praktiziert wird.[2] Im zweiten Stock befindet sich ein Raum, der der Ausstellung von Fotomaterial gewidmet ist und an die Arbeitsweise dieser besonderen Art von Wanderhandwerkern, den Lusciat, erinnert. Gemeinsam mit vielen anderen Haushältern war der Fachjargon der lusciàt, genannt tarùsc. Das Regenschirm- und Sonnenschirmmuseum wird jährlich von 8–10.000 Besuchern besucht.
- Ortschaft Alpino ist ein Wohnkomplex an den Hängen des Mottarone, auf einer durchschnittlichen Höhe von ca. 800 m ü. M. Dieser Ort erstreckt sich über das Gebiet der Gemeinden Gignese und Stresa und zeichnet sich durch eine herrliche Aussicht auf den Borromäischen Golf aus. Die bedeutendsten Maler der Mailänder Gegend blieben im Alpino: (Ernesto Bazzaro, Leonardo Bazzaro, Eugenio Gignous, Filippo Carcano, U. Dell’Orto, G. Boggiani, Pompeo Mariani), unter den Musikern: Ildebrando Pizzetti, Arturo Toscanini, Guido Cantelli, Giovanni Anfossi mit seinem Schüler Arturo Benedetti Michelangeli. Der damals technischer Kommissar der italienischen Fußballnationalmannschaft, Vittorio Pozzo hatte 1934 an diesem Ort einen Teil der Vorbereitung auf die Weltmeisterschaft 1934 mit dem Ziel, seine Spieler von den Anstrengungen der Meisterschaft zu entgiften.
- Botanische Garten Alpinia befindet sich am panoramischsten Punkt Mottino.